# Radiohoogtemeter
Een radiohoogtemeter (Engels: radar altimeter) of radarhoogtemeter wordt in vliegtuigen gebruikt om met behulp van radiosignalen de hoogte boven de grond te bepalen. Dit in tegenstelling tot de barometrische hoogtemeter die de hoogte bepaalt met behulp van het verschil in luchtdruk tussen een bekend punt (bijvoorbeeld het weerstation op het vliegveld) en die op de vlieghoogte van het vliegtuig. 
De hoogte die door een radio-hoogtemeter wordt weergegeven wordt "height" genoemd. De hoogte die door een barometrische hoogtemeter wordt weergegeven wordt (mits ingesteld op QNH) "altitude" genoemd.
De nauwkeurigheid van een barometrische hoogtemeting is niet voldoende om exact het moment van touch down, waarop de wielen de grond raken, te bepalen. De barometrische hoogtemeter is voor dit doel dus ongeschikt. 

## Werking
De radiohoogtemeter zendt radiosignalen naar de grond met een antenne die onder de romp gemonteerd is. De radiosignalen zullen voor een deel worden teruggekaatst door het terrein onder het vliegtuig. De teruggekaatste signalen worden ontvangen met een andere antenne. Vervolgens wordt uit het tijdverschil tussen uitzenden en ontvangen de afstand tot de grond bepaald.
Radio-hoogtemeters worden gebruikt als het vliegtuig laag over de grond vliegt. Meestal worden radiohoogtemeters gebruikt tot maximaal 2500 voet (dat is zo'n 760 meter) boven de grond.
In oudere vliegtuigen bevindt zich soms nog een apart instrument dat de radiohoogte weergeeft, maar tegenwoordig vindt de weergave meestal plaats op een beeldscherm. Indien het vliegtuig onder de 2500 voet vliegt, wordt de gemeten hoogte weergegeven op het beeldscherm (meestal de Primary Flight Display), vaak met een resolutie van 1 voet (30,5 cm).

## Systeemgebruikers
Er zijn enkele systemen aan boord van een vliegtuig die gebruikmaken van radiohoogte-informatie. Een tweetal voorbeelden:
- automatische piloot: de radiohoogte wordt gebruikt tijdens automatische landingen (zie instrument landing system).
- ground proximity warning system: de radiohoogte wordt gebruikt om waarschuwingen te geven indien het vliegtuig de grond te dicht nadert.

Bij automatische landingen worden speciale eisen gesteld aan de gebruikte apparatuur. Een van de eisen leidt ertoe dat in veel vliegtuigen meerdere (meestal twee) radiohoogtemeterinstallaties zijn ingebouwd.